# Seututie 132
Pour les articles homonymes, voir Route 132.
La Seututie 132  ou Lopentie est une route régionale de Finlande qui mène du quartier Luhtaanmäki de Vantaa à Loppi,,.
La route mesure 52 km de longueur.

## Description
La seututie 132 est une route régionale allant du quartier Luhtaanmäki de Vantaa jusqu'à Loppi en passant par Klaukkala, Perttula, la zone Röykkä de Nurmijärvi et Vihtijärvi à Vihti.

## Galerie

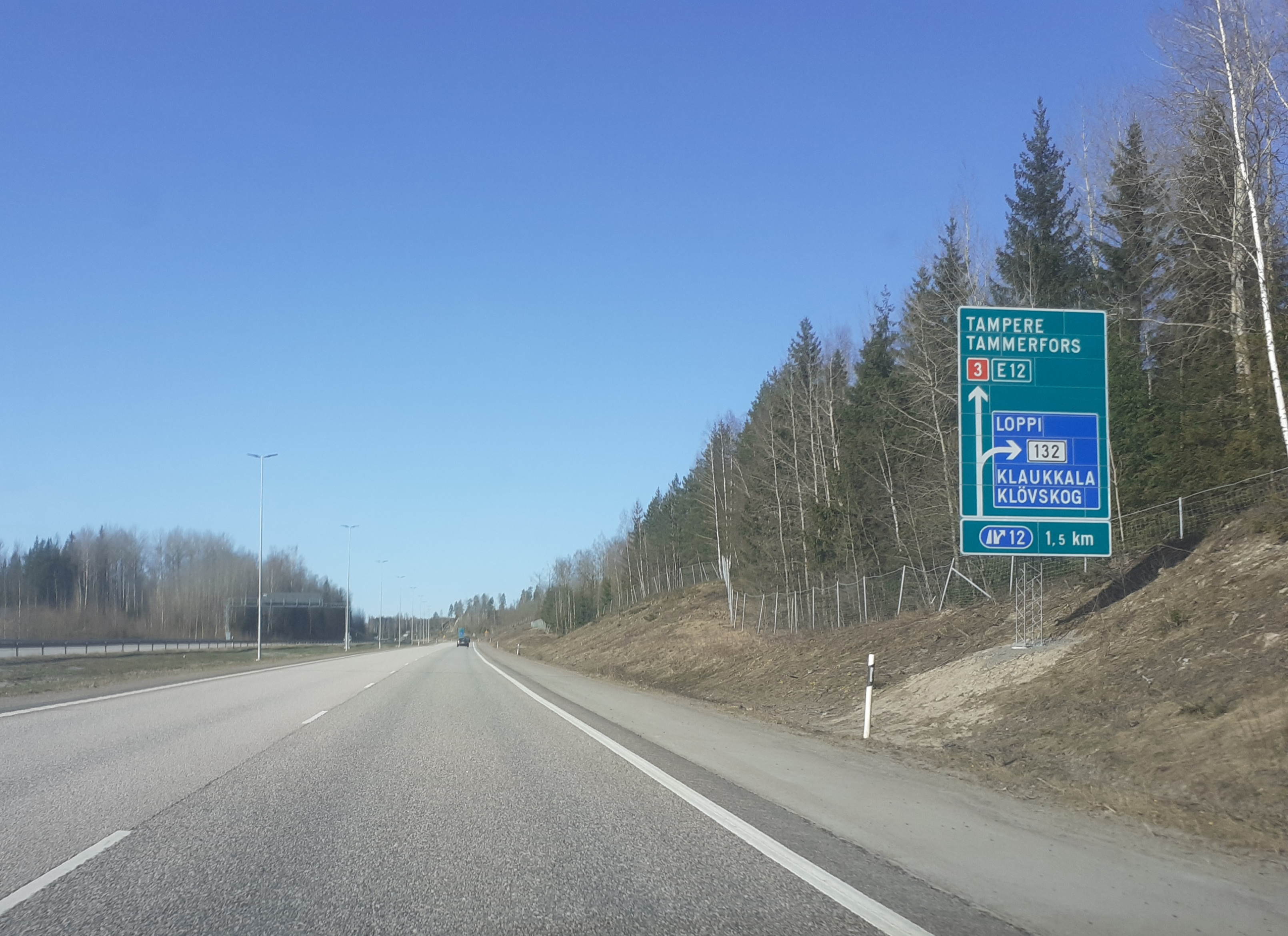
Panneau de sortie de la Valtatie 3 vers la route régionale 132.
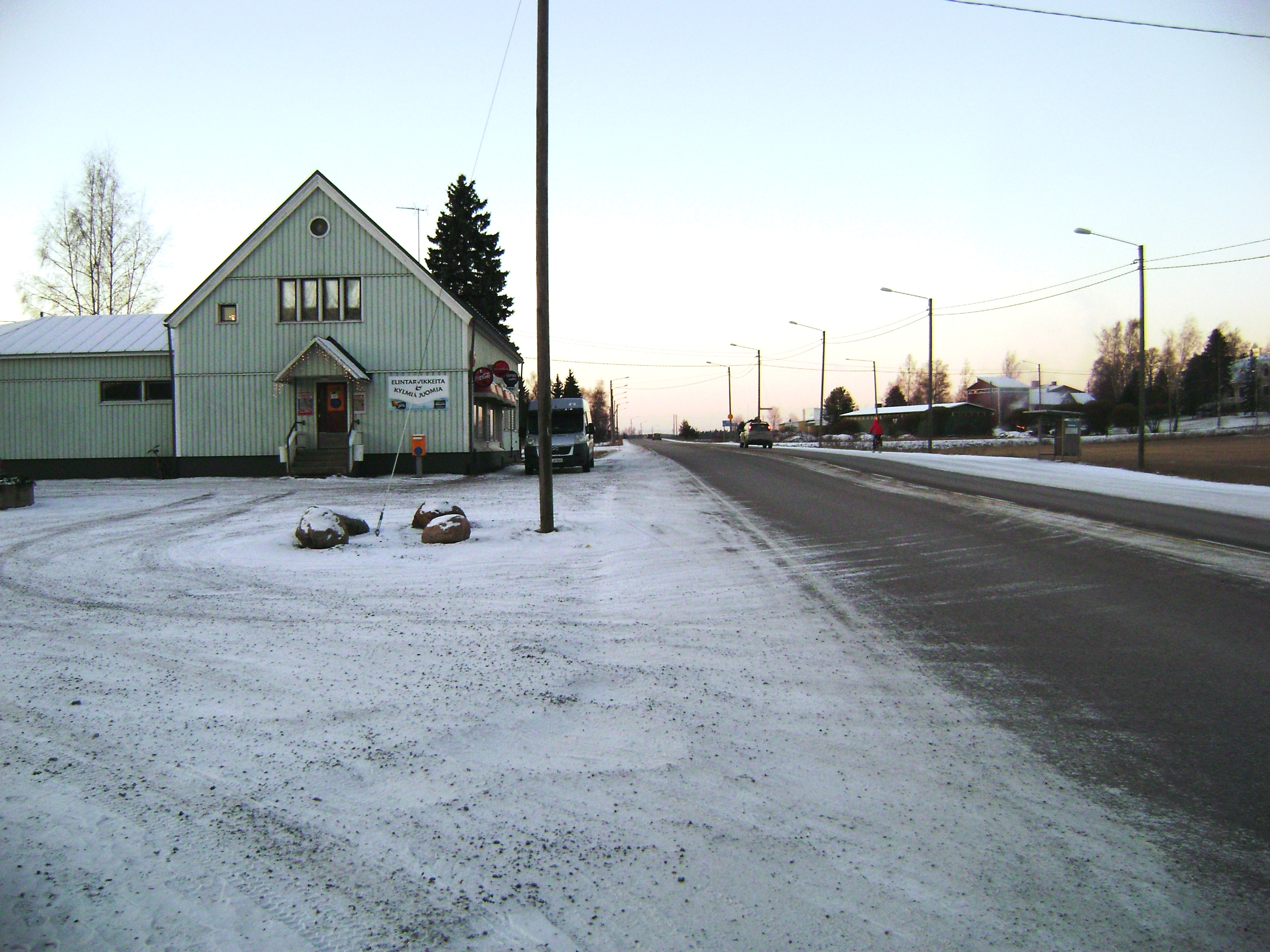
Kiosque de Perttula le long de la route régionale 132.